# Maxillaria yauaperyensis
Maxillaria yauaperyensis är en orkidéart som beskrevs av João Barbosa Rodrigues. Maxillaria yauaperyensis ingår i släktet Maxillaria och familjen orkidéer. Inga underarter finns listade i Catalogue of Life.